# Szamocin (gromada)
Szamocin (do 31 XII 1958 Szamoty) – dawna gromada, czyli najmniejsza jednostka podziału terytorialnego Polskiej Rzeczypospolitej Ludowej w latach 1954–1972.
Gromady, z gromadzkimi radami narodowymi (GRN) jako organami władzy najniższego stopnia na wsi, funkcjonowały od reformy reorganizującej administrację wiejską przeprowadzonej jesienią 1954 do momentu ich zniesienia z dniem 1 stycznia 1973, tym samym wypierając organizację gminną w latach 1954–1972.
Gromadę Szamocin z siedzibą GRN w mieście Szamocinie (nie wchodzącym w skład gromady) utworzono 1 stycznia 1959 w powiecie chodzieskim w woj. poznańskim w związku z przeniesieniem siedziby GRN gromady Szamoty z Szamotów do Szamocina i zmianą nazwy jednostki na gromada Szamocin; równocześnie do nowo utworzonej gromady Szamocin włączono obszar zniesionej gromady Nałęcza w tymże powiecie.
W 1965 gromada miała 22 członków GRN.
4 lipca 1968 do gromady Szamocin włączono obszar zniesionej gromady Lipia Góra w tymże powiecie.
1 stycznia 1970 do gromady Szamocin włączono 533,85 ha z miasta Szamocin w tymże powiecie.
Gromada przetrwała do końca 1972 roku, czyli do kolejnej reformy gminnej. 1 stycznia 1973 w powiecie chodzieskim reaktywowano zniesioną w 1954 roku gminę Szamocin.